# Международная помощь воюющим сторонам в ирано-иракской войне
В ходе ирано-иракской войны и Иран и Ирак получали в больших количествах вооружение и другие материалы, пригодные для производства боеприпасов и оружия массового поражения.

## Иран
В течение первых лет войны иранский арсенал был практически целиком американского производства, унаследованный от имперских вооружённых сил свергнутого шаха. К иностранным сторонникам Ирана постепенно примкнули Сирия и Ливия, от которых он получил ракеты Р-11 «Скад». Кроме того, вооружения закупались в Северной Корее и Китае, включая противокорабельные ракеты «Шелкопряд». Боеприпасы и комплектующие запчасти для техники шахского периода Иран приобретал в США при помощи тайных операций с участием чиновников администрации Рейгана, поначалу делая это при посредничестве Израиля, позднее уже напрямую. Считалось, что Иран, взамен сможет убедить несколько радикальных групп освободить западных заложников, хотя эти надежды не оправдались. Средства вырученные от этих сделок шли на финансирование никарагуанских мятежников Контрас. Раскрытие этой информации повлекло за собой крупный политический скандал, вошедший в историю под названиями «Иран-контрас» или «Ирангейт».

## Ирак
Первично иракская армия была оснащена оружием, закупленным в предшествующее десятилетие в Советском Союзе и его сателлитах. Во время войны страна потратила миллиарды долларов на современное вооружение и технику из Франции, Китайской Народной Республики, Египта, Западной Германии и других источников.
Соединённые Штаты продали Ираку вертолётов на сумму более чем 200 миллионов долларов, которые использовались иракской армией в войне. И это цифры, характеризующие только прямые продажи между двумя государствами. В то же время ЦРУ продолжило поставлять Саддаму Хусейну технику американского производства, чтобы убедиться, что Ирак обеспечен достаточным количеством оружия, боеприпасов и боевой техники, чтобы не проиграть в ирано-иракской войне.
ФРГ и Великобритания также направляли продукцию двойного назначения, позволившую Ираку развить свою ракетную программу и радарную защиту.
Из сообщения немецкой ежедневной газеты Die Tageszeitung, получившей неотцензурированную копию иракской декларации предоставленной в 2002 году Совету Безопасности ООН и состоящую из 11 000 страниц, почти 150 иностранных компаний поддерживали программу Саддама Хусейна по производству оружия массового поражения. Среди них были предприятия из Западной Германии, США, Франции, Великобритании и Китайской Народной Республики.
Главными финансовыми покровителями Ирака из числа стран не входивших в парижский клуб были богатые нефтью страны Персидского залива, в первую очередь Саудовская Аравия (размер помощи исчисляется 30,9 миллиардов долларов США), Кувейт (8,2 миллиарда долларов США) и Объединённые Арабские Эмираты (8 миллиардов долларов США).
Скандал известный под названием «Иракгейт» вскрыл, что атлантское представительство крупнейшего итальянского банка Banca Nazionale del Lavoro (BNL), в значительной мере полагаясь на кредитные гарантии правительства США, переправило в Ирак более 5 миллиардов долларов в период с 1985 по 1989 годы.

## Сводная таблица
| Страна         | Поддержка Ираку                                  | Поддержка Ирану                                     |
| -------------- | ------------------------------------------------ | --------------------------------------------------- |
| СССР           | Советская помощь Ираку в ирано-иракской войне    | Советская помощь Ирану в ирано-иракской войне       |
| США            | Американская помощь Ираку в ирано-иракской войне | Американская помощь Ирану в ирано-иракской войне    |
| Израиль        |                                                  | Израильская помощь Ирану в ирано-иракской войне     |
| Сингапур       | Сингапурская помощь Ираку в ирано-иракской войне |                                                     |
| Италия         | Итальянская помощь Ираку в ирано-иракской войне  |                                                     |
| Великобритания | Британская помощь Ираку в ирано-иракской войне   |                                                     |
| Франция        | Французская помощь Ираку в ирано-иракской войне  |                                                     |
| КНДР           |                                                  | Северокорейская помощь Ирану в ирано-иракской войне |